# Mispa

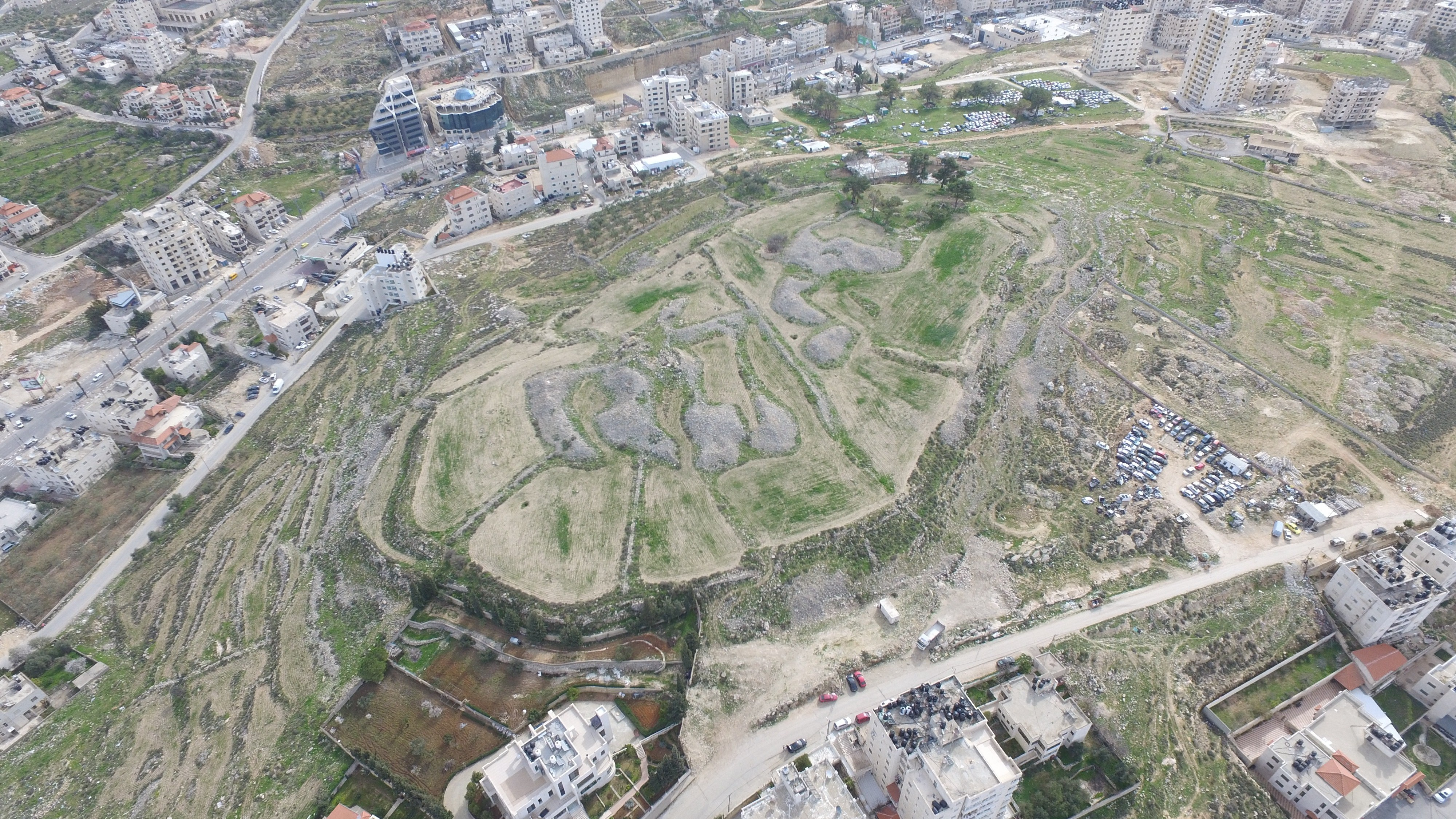
Zdjęcie z samolotu kopca Tell en-Nasbeh, jedno z miejsc identyfikowanych jako Mispa

Mispa (hebr. מִצְפָּה „Wieża strażnicza”) – miasto izraelskie leżące na północny zachód od Jerozolimy.
W okresie sędziów Mispa leżała na ziemi plemienia Beniamina. Była ośrodkiem religijnym z sanktuarium. Właśnie w Mispa Saul został wybrany w drodze losowania królem Izraela.
Miejsce, gdzie leżała Mispa nie jest pewne. Identyfikuje się ją z:
- Tell en-Nasbeh – kopiec ten został rozkopany przez Williama F. Bade'a w latach 1926–1935,
- Nebi Samwîl – propozycja m.in. W.F. Albrighta.